# Emil Karewicz
Emil Karewicz, né le 13 mars 1923 à Wilno en Pologne (aujourd'hui Vilnius en Lituanie) et mort le 18 mars 2020 à Varsovie, est un acteur polonais.

## Biographie
Sa carrière d'acteur commence au Petit Théâtre de Vilnius, où il joue le rôle de singe dans le Quatuor adapté d'une fable d'Ivan Krylov. Pendant la Seconde Guerre mondiale, il combat au sein de la 2e armée des forces armées polonaises et finit son parcours militaire à Berlin. Après la guerre, il suit une formation d'art dramatique auprès d'Iwo Gall (pl) à Cracovie. Il a joué sur les scènes du Théâtre de Stefan Jaracz et du Nouveau théâtre de Łódź. Depuis 1962, installé à Varsovie, il a été acteur du Théâtre Ateneum, et depuis 1967 du Théâtre dramatique (en 1975, rebaptisé Nouveau théâtre). Il prend sa retraite en 1983.
Parmi ses nombreux rôles au théâtre on peut nommer Octavien dans Jules César de Shakespeare, général Capignac dans Bonaparte et Sulkowski de Roman Brandstaetter (pl) (1953), Franz von Moor dans Les Brigands de Friedrich von Schiller, le hôte dans Les Noces (Wesele) de Stanisław Wyspiański, Liapkin-Tiapkin dans Le Revizor de Nicolas Gogol, le Meurt de faim dans Le Songe d'une nuit d'été de Shakespeare, Stomil dans Tango de Sławomir Mrożek, Géronte dans Les Fourberies de Scapin de Molière (Varsovie). En 2005, il remonte sur la scène du Nouveau Théâtre de Lodz, pour incarner rôle de Józef Kalmita dans Chłopcy de Stanisław Grochowiak (pl) adapté par Marek Pasieczny.
Emil Karewicz est également connu pour ses personnages à l'écran, comme l'Obersturmführer dans Comment j'ai provoqué la Seconde Guerre mondiale (1970), le roi Ladislas II Jagellon dans Les Chevaliers teutoniques (1960) et Przyłbice i kaptury (1985), et surtout Hermann Brunner dans l'adaptation théâtrale télévisée de quatorze épisodes du roman Loin de la Patrie de Iouri Dold-Mikhaïlik (ru) créée par Janusz Morgenstern avec le titre Stawka większa niż życie et diffusée sur Telewizja Polska (1965-1967). En 1988, il incarne Joseph Staline dans Generał Berling, un téléfilm de Roman Wionczek.
En 2004, l'artiste appose l’empreinte de sa main sur la Promenade des célébrités de Międzyzdroje.

## Filmographie sélective
- 1952 : La Jeunesse de Chopin : Lieutenant Zaliwiski
- 1956 : L'Ombre : Jasiczka
- 1957 : Ils aimaient la vie : Lieutenant "Madry"
- 1958 : Le Nœud coulant : Waiter Gienek
- 1960 : Les Chevaliers teutoniques : le roi Ladislas II Jagellon
- 1966 : Don Gabriel : Colonel Suchecki
- 1967 : Et l'Angleterre sera détruite : Jerzy
- 1970 : Comment j'ai provoqué la Seconde Guerre mondiale : Officier de la Gestapo
- 1980 : Golem de Piotr Szulkin : le chef de scientifiques
- 1988 : Generał Berling de Roman Wionczek : Joseph Staline (TV)
- 2000–2001 : M jak miłość : Zenon Łagoda

## Récompenses et distinctions
- Chevalier de l'ordre Polonia Restituta (Krzyż Kawalerski Orderu Odrodzenia Polski) en 1982
- Croix d'Officier de l'ordre Polonia Restituta (Krzyż Oficerski Orderu Odrodzenia Polski) en 1988
- Croix d'or du Mérite polonais (Złoty Krzyż Zasługi) en 1977
- Ordre de la Croix de Grunwald de 3e classe